# Силва Араужу, Жуан Паулу да
Жуа́н Па́улу да Си́лва Арау́жу (порт.-браз. João Paulo da Silva Araújo; род. 2 июня 1988, Натал), более известный как Жуа́н Па́улу (порт.-браз. João Paulo) — бразильский футболист, нападающий казахстанского клуба «Кайрат». Лучший бомбардир Премьер-лиги (2020, 2023).

## Карьера
Футбольную карьеру начал в 2007 году в составе клуба АБС. В 2008 году играл за «Баррас».
В 2011 году на правах аренды стал игроком южнокорейского клуба «Кванджу», в том же году клуб выкупил Жуана. В 2013 году на правах аренды отправился в «Тэджон Ситизен». В 2014 году перешёл в «Инчхон Юнайтед».
В 2017 году подписал контракт с клубом «Ботев» Пловдив, за который провёл 19 матчей в чемпионате Болгарии.
В начале 2019 года на правах аренды перешёл в казахстанский клуб «Ордабасы». В дебютной игре отметился дублем в ворота клуба «Шахтёр» Караганда.

## Достижения

### Командные
АБС
- Победитель Серии C Бразилии: 2010
- Чемпион штата Риу-Гранди-ду-Норти (2): 2010, 2011

«Лудогорец»
- Чемпион Болгарии (2): 2016/17, 2017/18
- Обладатель Суперкубка Болгарии: 2018

«Ордабасы»
- Бронзовый призёр чемпионата Казахстана: 2019

«Кайрат»
- Обладатель Кубка Казахстана: 2021

### Личные
АБС
- Лучший бомбардир Лиги Потигуар: 2010 (17 мячей)

«Лудогорец»
- Лучший бомбардир Кубка Болгарии: 2016/17 (6 мячей)

«Ордабасы»
- Лучший бомбардир чемпионата Казахстана: 2020 (12 мячей)

«Кайрат»
- Лучший бомбардир чемпионата Казахстана: 2023 (17 мячей)
- Лучший бомбардир чемпионата Казахстана: 2024 (10 мячей)
- Член Клуба Нилтона Мендеса: 80 забитых мячей.

## Клубная статистика
| Игровая карьера | Игровая карьера | Игровая карьера | Лига | Лига | Кубки | Кубки | Межд. | Межд. |
| --------------- | --------------- | --------------- | ---- | ---- | ----- | ----- | ----- | ----- |
| 2019            | Ордабасы        | А               | 31   | 15   | 2     | 0     | 4     | 0     |
| 2020            | Ордабасы        | А               | 20   | 12   | —     | —     | 1     | 0     |
| 2021            | Ордабасы        | А               | 14   | 8    | —     | —     | —     | —     |
| 2021            | Кайрат          | А               | 5    | 1    | 5     | 0     | 4     | 0     |
| 2022            | Кайрат          | А               | 26   | 11   | 5     | 3     | 2     | 0     |
| 2023            | Кайрат          | А               | 26   | 17   | 2     | 0     | —     | —     |
| 2024            | Кайрат          | А               | 24   | 10   | 7     | 4     | —     | —     |
| 2025            | Кайрат          | А               | 4    | 1    | 1     | 0     | —     | —     |